# Max Beninde

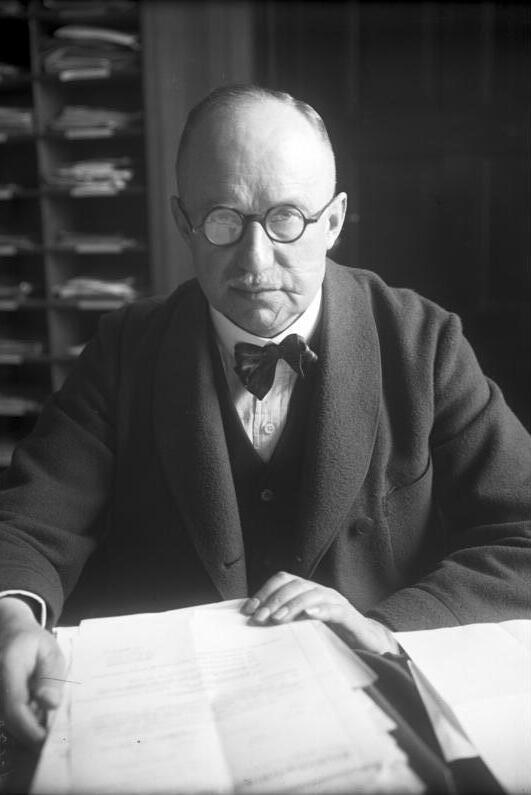
Max Beninde (1928)

Max Georg Beninde (* 6. Januar 1874 in Woiselwitz, Provinz Schlesien; † 3. Oktober 1949 in Rondorf) war ein deutscher Hygieniker. Er leitete als Präsident das Landesamt für Wasser-, Boden- und Lufthygiene in Berlin-Dahlem.

## Leben
Er war der Sohn des Gutsbesitzers Robert Beninde und dessen Ehefrau Ottilie geborene Schmidt. Nach dem Besuch des Humanistischen Gymnasiums in Breslau studierte er an der dortigen Universität. Später wechselte er nach Kiel. Er promovierte zum Dr. med. und trug später den Professor-Titel. Danach arbeitete Max Beninde als Assistent am Hygienischen Institut der Universität Breslau. Anschließend übernahm er in Carolath im Bezirk Liegnitz die Stelle des Kreisassistenzarztes. Im Anschluss wechselte er nach Liebenwerda in die preußische Provinz Sachsen, wo er die Stelle als Kreisarzt übernahm. Da er wieder nach Schlesien zurückwollte, bewarb er sich bei der Regierung in Breslau um eine Hilfsarbeiterstelle und wurde angenommen. Später ging er nach Frankfurt (Oder), was für ihn mit der Ernennung zum Regierungs- und Geheimen Medizinalrat verbunden war. Seine Karriere setzte er in Berlin fort, wo seine Ernennung vom vortragenden Rat im Preußischen Ministerium des Innern und als Ministerialrat im Ministerium für Volkswohlfahrt erfolgte. 1917 wurde er Leiter des Königlich Preußischen Landesamtes für Wasserhygiene, das 1923 nach Aufgabenerweiterung umbenannt wurde in Preußisches Landesamt für Wasser-, Boden- und Lufthygiene. 1921 übernahm Karl Thumm die Institutsleitung und Max Beninde wurde Präsident. Nach der "Machtergreifung" der Nationalsozialisten sollte er 1934 zurück in das Ministerium des Innern als Referent versetzt werden. Auf eigenen Antrag nahm er die Versetzung nicht an und wurde daraufhin Ende Juni 1934 im Alter von 60 Jahren in den Beamtenruhestand geschickt.
Max Beninde war Mitglied des Preußischen Landesgesundheitsrates und des Reichsgesundheitsrates.

## Schriften
- mit Karl Thumm: Kleine Mitteilungen für die Mitglieder des Vereins für Wasser-, Boden- und Lufthygiene e. V. bzw. Kleine Mitteilungen für die Mitglieder des Vereins für Wasserversorgung und Abwässerungbeseitigung e. V. 1 (1924/195) bis 16 (1940) sowie Beihefte zu den Kleinen Mitteilungen Nr. 1–5.

## Einzelnachweis
1. ↑  Geschichte des heutigen Instituts für Wasser-, Boden- und Lufthygiene

| Personendaten    | Personendaten                           |
| ---------------- | --------------------------------------- |
| NAME             | Beninde, Max                            |
| ALTERNATIVNAMEN  | Beninde, Max Georg (vollständiger Name) |
| KURZBESCHREIBUNG | deutscher Hygieniker                    |
| GEBURTSDATUM     | 6. Januar 1874                          |
| GEBURTSORT       | Woiselwitz                              |
| STERBEDATUM      | 3. Oktober 1949                         |
| STERBEORT        | Rondorf                                 |